# Peter McNab
Peter Maxwell McNab, född 8 maj 1952 i Vancouver, British Columbia, död 6 november 2022 i Denver, Colorado, var en amerikansk-kanadensisk professionell ishockeyspelare som tillbringade 14 säsonger i den nordamerikanska ishockeyligan National Hockey League (NHL), där han spelade för Buffalo Sabres, Boston Bruins, Vancouver Canucks och New Jersey Devils. Han producerade 813 poäng (363 mål och 450 assists) samt drog på sig 179 utvisningsminuter på 954 grundspelsmatcher. McNab hade även spelat för Cincinnati Swords i American Hockey League (AHL) och Denver Pioneers i National Collegiate Athletic Association (NCAA).
Han draftades av Buffalo Sabres i sjätte rundan i 1972 års draft som 85:e spelare totalt.
Efter sin aktiva spelarkarriär var McNab expertkommentator i ishockeysändningar för New Jersey Devils 1987–1995 och sen för Colorado Avalanche 1995–2022, han var även expertkommentator under olympiska vinterspelen 1998, 2002 och 2006.

## Statistik
| 1970–1971   | Denver Pioneers   | NCAA        | 29  | 19  | 14  | 33  | 6   | —   | —  | —  | —  | —  |
| 1971–1972   | Denver Pioneers   | NCAA        | 38  | 27  | 38  | 65  | 16  | —   | —  | —  | —  | —  |
| 1972–1973   | Denver Pioneers   | NCAA        | 38  | 32  | 40  | 72  | 18  | —   | —  | —  | —  | —  |
| 1973–1974   | Buffalo Sabres    | NHL         | 22  | 3   | 6   | 9   | 2   | —   | —  | —  | —  | —  |
|             | Cincinnati Swords | AHL         | 49  | 34  | 39  | 73  | 16  | 5   | 2  | 6  | 8  | 0  |
| 1974–1975   | Buffalo Sabres    | NHL         | 53  | 22  | 21  | 43  | 8   | 17  | 2  | 6  | 8  | 4  |
| 1975–1976   | Buffalo Sabres    | NHL         | 79  | 24  | 32  | 56  | 16  | 8   | 0  | 0  | 0  | 0  |
| 1976–1977   | Boston Bruins     | NHL         | 80  | 38  | 48  | 86  | 11  | 14  | 5  | 3  | 8  | 2  |
| 1977–1978   | Boston Bruins     | NHL         | 79  | 41  | 39  | 80  | 4   | 15  | 8  | 11 | 19 | 2  |
| 1978–1979   | Boston Bruins     | NHL         | 76  | 35  | 45  | 80  | 10  | 11  | 5  | 3  | 8  | 0  |
| 1979–1980   | Boston Bruins     | NHL         | 74  | 40  | 38  | 78  | 10  | 10  | 8  | 6  | 14 | 2  |
| 1980–1981   | Boston Bruins     | NHL         | 80  | 37  | 46  | 83  | 24  | 3   | 3  | 0  | 3  | 0  |
| 1981–1982   | Boston Bruins     | NHL         | 80  | 36  | 40  | 76  | 19  | 11  | 6  | 8  | 14 | 6  |
| 1982–1983   | Boston Bruins     | NHL         | 74  | 22  | 52  | 74  | 23  | 15  | 3  | 5  | 8  | 4  |
| 1983–1984   | Boston Bruins     | NHL         | 52  | 14  | 16  | 30  | 10  | —   | —  | —  | —  | —  |
|             | Vancouver Canucks | NHL         | 13  | 1   | 6   | 7   | 10  | 3   | 0  | 0  | 0  | 0  |
| 1984–1985   | Vancouver Canucks | NHL         | 75  | 23  | 25  | 48  | 10  | —   | —  | —  | —  | —  |
| 1985–1986   | New Jersey Devils | NHL         | 71  | 19  | 24  | 43  | 14  | —   | —  | —  | —  | —  |
| 1986–1987   | New Jersey Devils | NHL         | 46  | 8   | 12  | 20  | 8   | —   | —  | —  | —  | —  |
| NHL totalt  | NHL totalt        | NHL totalt  | 954 | 363 | 450 | 813 | 179 | 107 | 40 | 42 | 82 | 20 |
| AHL totalt  | AHL totalt        | AHL totalt  | 49  | 34  | 39  | 73  | 16  | 5   | 2  | 6  | 8  | 0  |
| NCAA totalt | NCAA totalt       | NCAA totalt | 105 | 78  | 92  | 170 | 40  | —   | —  | —  | —  | —  |

### Internationellt
| Källa:        | Källa:        | Källa:        |         | Utv = Utvisningsminuter | Utv = Utvisningsminuter | Utv = Utvisningsminuter | Utv = Utvisningsminuter | Utv = Utvisningsminuter |
| År            | Lag           | Mästerskap    | Matcher | Mål                     | Assists                 | Poäng                   | Utv                     |                         |
| ------------- | ------------- | ------------- | ------- | ----------------------- | ----------------------- | ----------------------- | ----------------------- | ----------------------- |
| 1986          | USA           | VM            | 10      | 0                       | 1                       | 1                       | 4                       |                         |
| Senior totalt | Senior totalt | Senior totalt | 10      | 0                       | 1                       | 1                       | 4                       |                         |